# Csuty család

A gányi ág címere a pecsétlenyomatok alapján

A nebojszai, gányi és návolyi Csuty család köznemesi, eredetileg a Fejér vármegyei eredetű család Felcsútról származhatott. Teljes leszármazásuk nem ismert, csupán Csuty Pál gyászbeszédéből tudható, hogy öregapja, ugyancsak Pál, még Fejér vármegyében hivatalt viselt. Buda 1541-es török elfoglalása után családjával elhagyta otthonát és fiaival Nebojszán telepedett le. Minden bizonnyal ide felesége, Borsy Márta révén kerülhettek, a Borsyak ugyanis Galántán, Gányban és Kajalon voltak birtokosok. Forgách Simon (1527-1598) főpohárnok második végrendeletében emlékezik meg arról, hogy fia Zsigmond részére Csuty Páltól 400 forintot vett fel. Benedek 1600-ban zálogjog útján szerez birtokot Gányban.
1738-ban Návolyról Pál tanult a nyitrai piaristáknál, ugyanakkor, amikor a nemespanni ágból Márton, azonban más osztályba jártak. Az országos diákösszeírást a pestisjárvány miatt eszközölték, ami 1739-ben elérte Nyitra vármegyét is.
Csuty János és felesége Karolina birtokait 1861-ben és 1864-ben Gányban adósságaik miatt lefoglalták és végrehajtást eszközöltek rajtuk.
Birtokaik voltak Csehbereken, Galántán, Gányon, Návolyon, Nemeskajalon, Nemesnebojszán és másutt.

## Neves családtagok
- Csuty Gáspár végvári katona
- Csuty Zsigmond Nyitra vármegye esküdtje 1580-1582 között[6]
- Csuty Gáspár, Bethlen Gábor fejedelem udvarmestere
- Csuty Benedek főszolgabíró és később alispán Pozsony vármegyében
- Csuty Pál (?-1694) Nyitra vármegyei tisztviselő, Lednic várának kapitánya
- Csuty Benedek (?-1681. november), 1678-tól Thököly Imre (vajda)hunyadi uradalmának felügyelője és teljhatalmú kormányzója[7]
- Csuty György Nyitra vármegyei szolgabíró[8]
- Csuty Miklós Pozsony vármegye táblabírája
- Csuty József táblabíró
- Csuthy Zsigmond Trencsén vármegyei,[9] majd Sopron vármegyei adóhivatalnok.[10]